# Bartholomäuskapelle (Parchim)

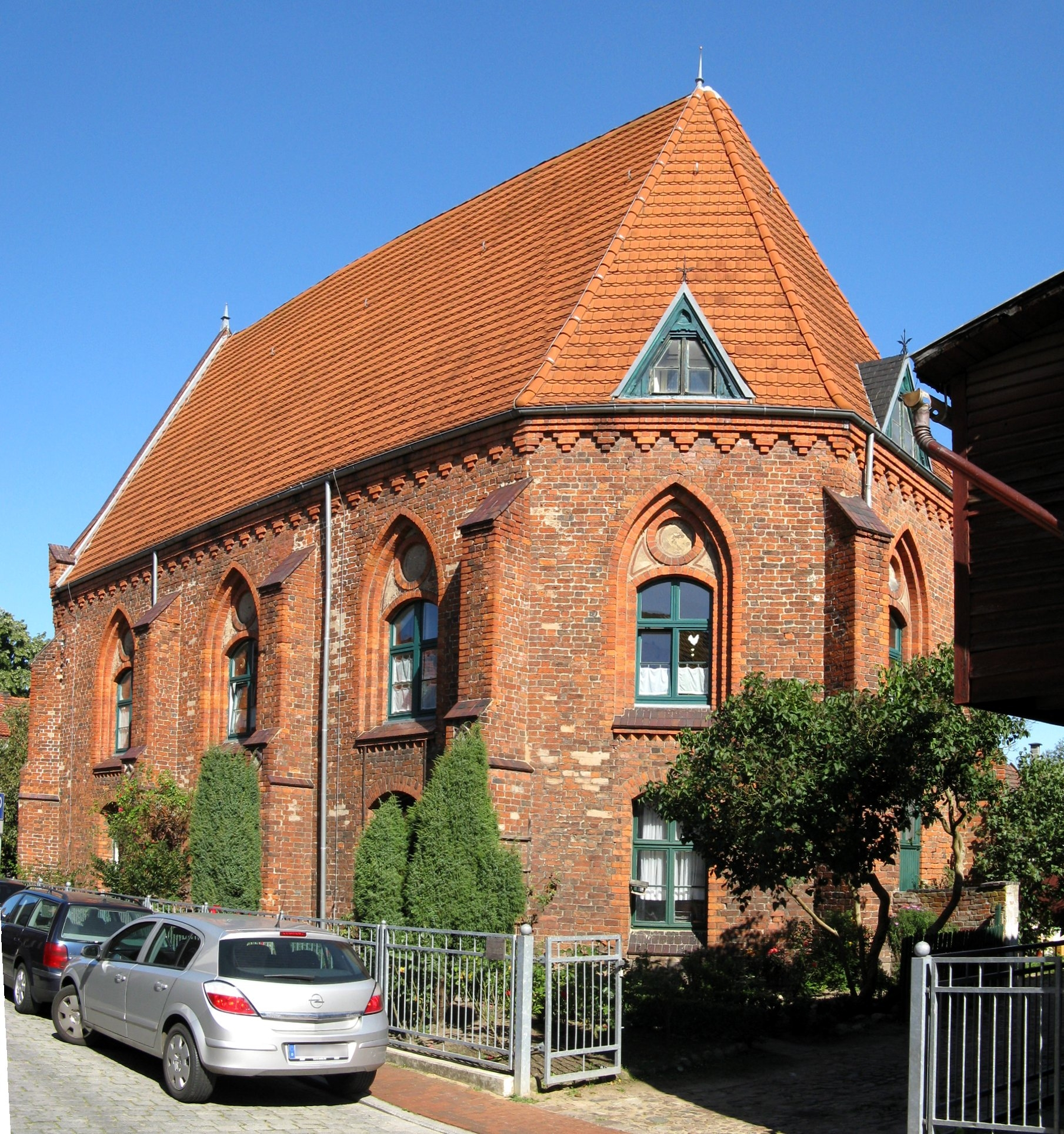
Bartholomäuskapelle

Die Bartholomäuskapelle, auch Bartholomäi-Kapelle und Alte Kirche genannt, in Parchim an der Mittelstraße, Ecke Am Rathaus stammt von 1349. Sie steht unter Denkmalschutz.

## Geschichte

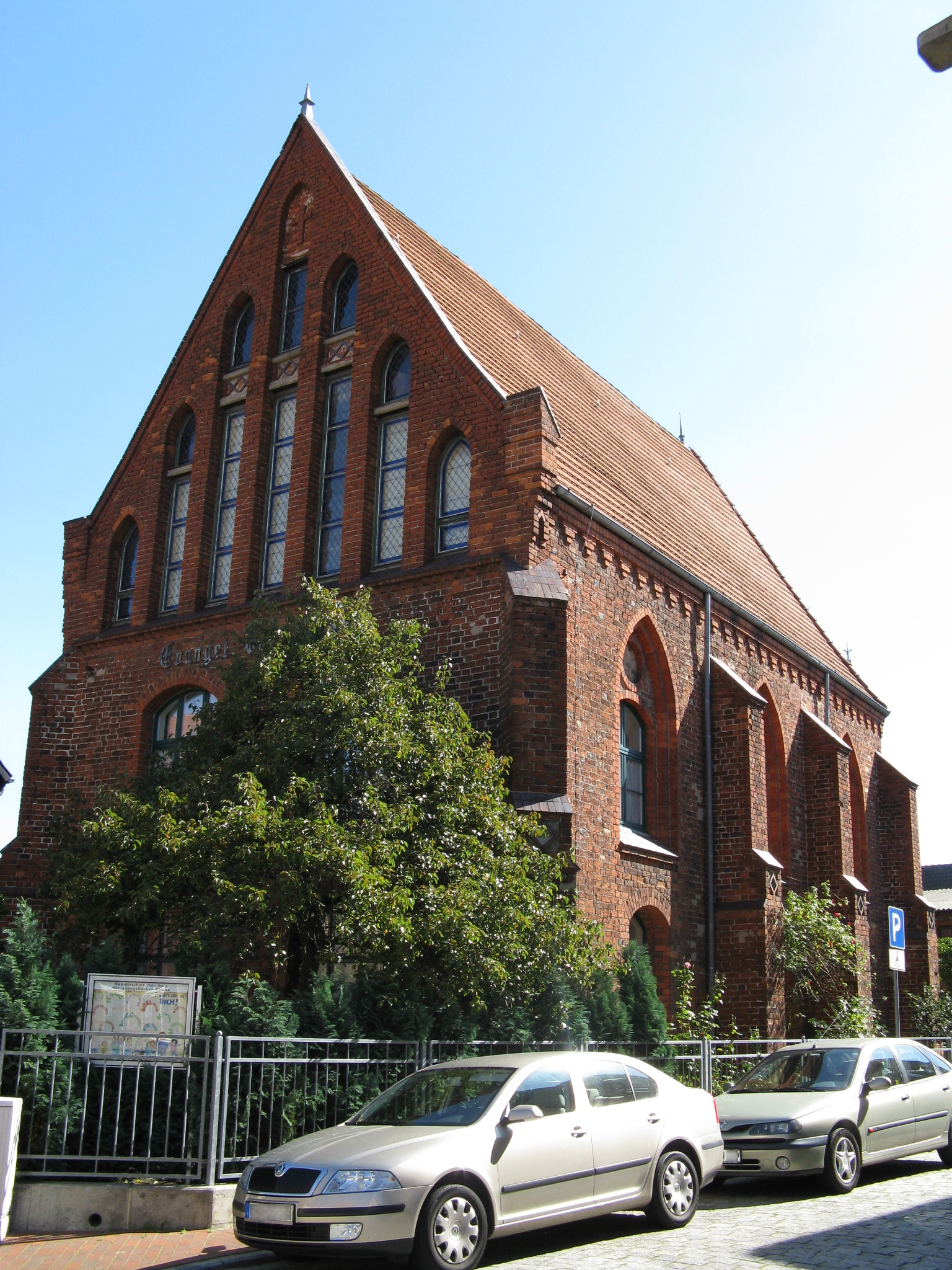
Südwestansicht

Am 20. Mai 1349 stiftete Gottfried, Kirchherr der  Georgenkirche, und der Rat der Stadt eine Kapelle. Die Feststellung, dass dieses zum Dank für die Errettung von der Pest in Parchim erfolgte, konnte nicht belegt werden, wird aber angenommen. 1349 wurde diese spätgotische einschiffige, dreijochige Kirche mit einem 3/8 Apsis gebaut als ein typisches Beispiel der norddeutschen Backsteingotik. Der gerade Westgiebel ist vielfach durch Fenster durchbrochen, die unten stark verändert wurden. Auch das ab 1379 errichtete Gewölbe ist heute nicht mehr erkennbar.

Die Kapelle wurde benannt nach dem Apostel Bartholomäus, ein Jünger Jesu (vgl. Mk 3,14–19 ), der Anfang des 1. Jahrhunderts in Kana in Galiläa gelebt haben soll. In der Kapelle wurde eine Vikarie (Stiftung) als Seelsorgebereich gegründet, dem ein Vikar vorstand.
Im Kern ist die Kapelle erhalten. Die Stiftung bestand auch nach der Reformation. Bis um 1560 wurde sie als Kirche genutzt. Der Kirchhof als Friedhof bestand bis um 1824.

Es fanden nach der Reformation verschiedene Umnutzungen und Umbauten statt:

- Zunächst war hier ein Armenhaus. 1766 mussten auch  Arme aus dem Heiligen-Geist-Stift hier untergebracht werden und 1819 waren es noch vier alte Frauen.
- 1829 forderte die Landesregierung den Verkauf des Bauwerks; der Kornhändler Mencke ersteigerte es und nutzte es nach einem Umbau als Kornspeicher. Im Inneren führte das zu starken Veränderungen.
- 1893 erwarb der Verein Herberge zur Heimat die Kapelle als Unterkunft für wandernde Gesellen. Der Umbau veränderte erneut das Innere erheblich.
- Seit 1920 bis 2016 war die Kapelle ein Evangelisches Vereinshaus des Vereins Philadelphia und ab 1956 der Landeskirchengemeinschaft.[4][5] Danach wurde das Gebäude verkauft.